# La Chapelle-Saint-Fray
La Chapelle-Saint-Fray ist eine französische Gemeinde mit 421 Einwohnern (Stand: 1. Januar 2022) im Département Sarthe in der Region Pays de la Loire. Sie gehört zum Arrondissement  Mamers und zum Kanton Loué (bis 2015: Kanton Conlie). Die Einwohner werden Capellofrayens genannt.

## Geographie
La Chapelle-Saint-Fray liegt etwa 14 Kilometer nordnordwestlich von Le Mans. Umgeben wird La Chapelle-Saint-Fray von den Nachbargemeinden Sainte-Sabine-sur-Longève im Norden, La Bazoge im Osten, La Milesse im Süden und Südosten sowie Domfront-en-Champagne im Westen und Südwesten.

## Bevölkerungsentwicklung
| Jahr                      | 1962 | 1968 | 1975 | 1982 | 1990 | 1999 | 2006 | 2013 |
| Einwohner                 | 268  | 238  | 174  | 241  | 330  | 364  | 384  | 469  |
| Quelle: Cassini und INSEE |      |      |      |      |      |      |      |      |

## Sehenswürdigkeiten

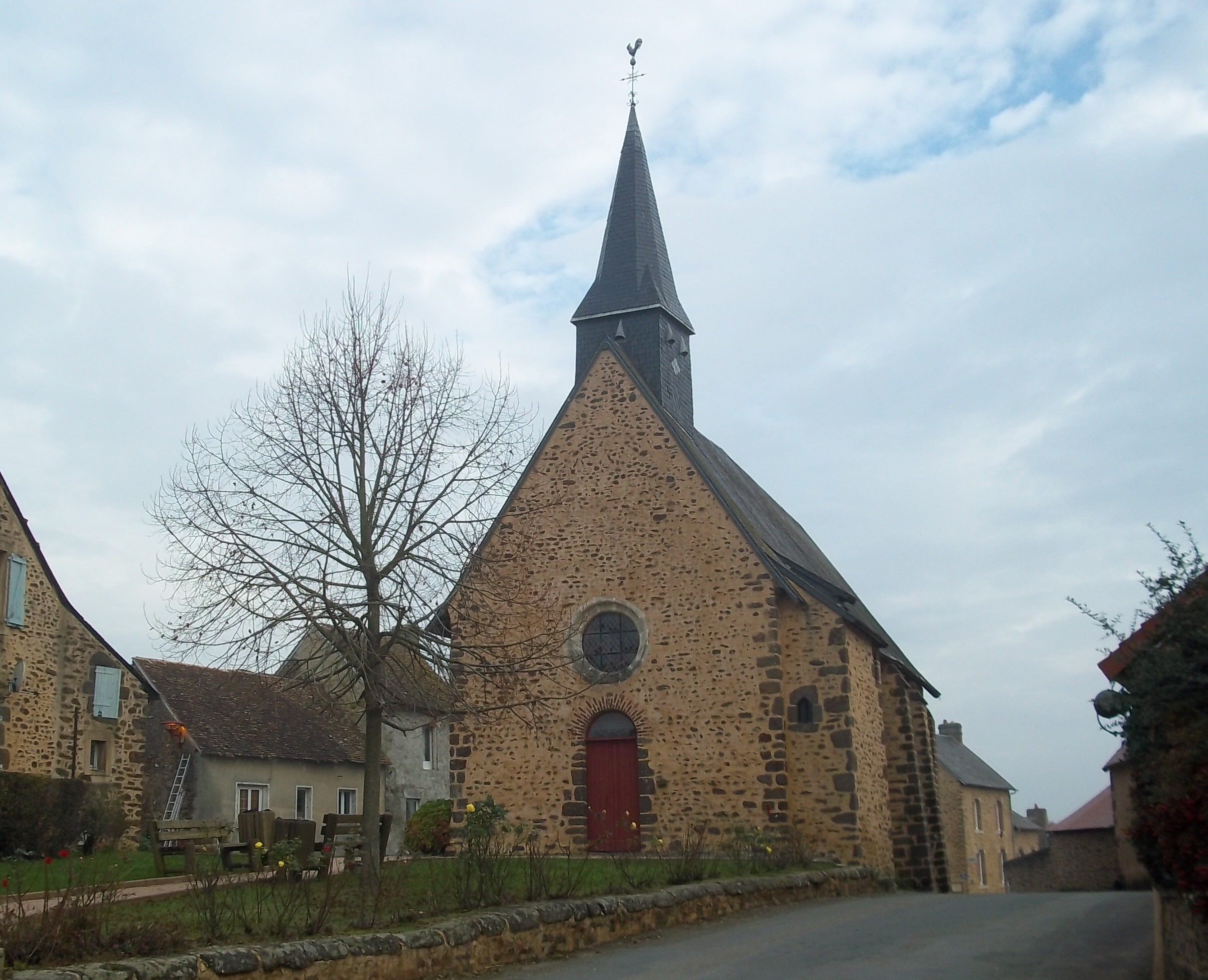
Kirche Saint-Fray
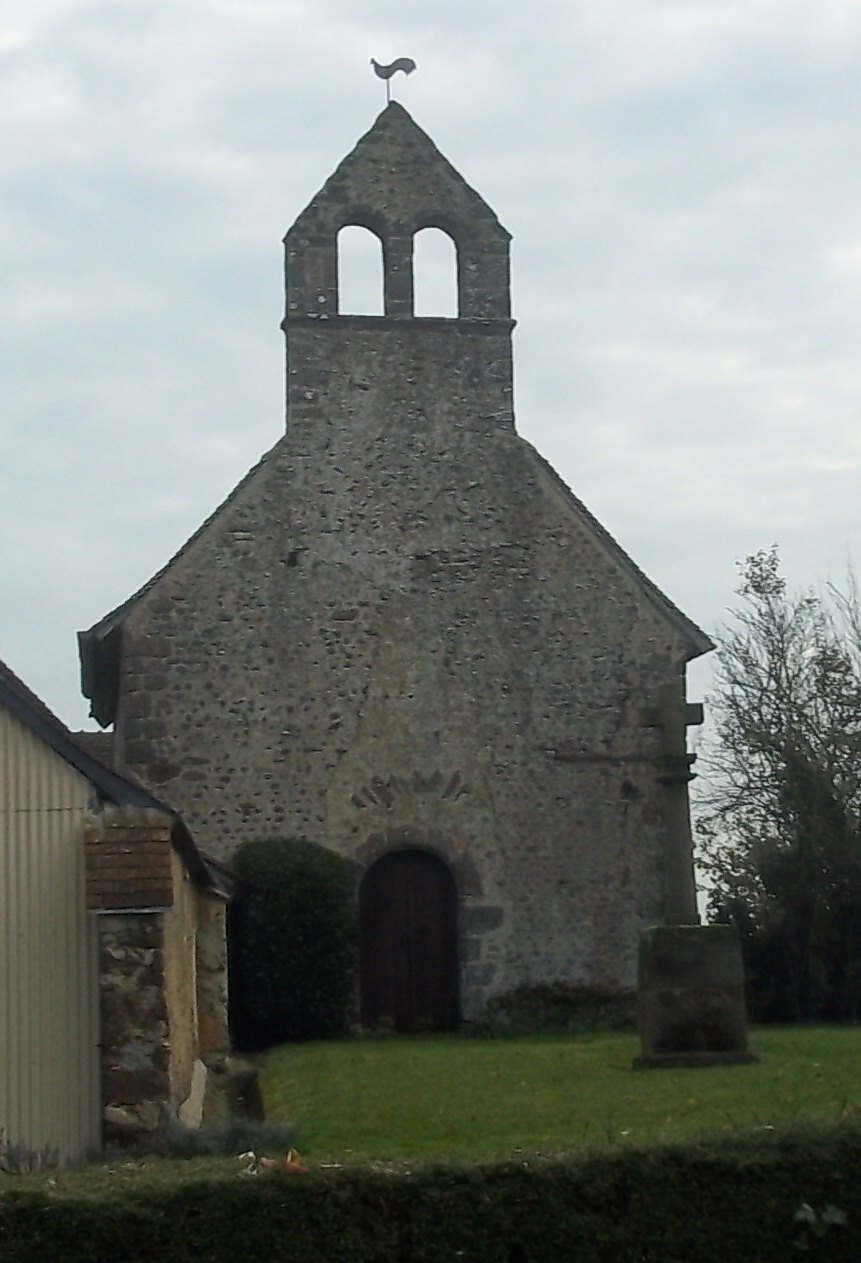
Kapelle von Poché
- Mühle von L'Essart

- Kirche Saint-Fray
- Kapelle von Poché